# Marlis Petersen
Marlis Petersen (Sindelfingen, 3 febbraio 1968) è una cantante lirica, musicista, soprano di coloratura operistica tedesca.

## Biografia
Nata a Sindelfingen, nel Baden-Württemberg, Marlis Petersen ha vinto sei importanti concorsi pianistici prima di frequentare il Conservatorio di Stoccarda dove ha studiato educazione musicale, flauto, danza e canto. Ha fatto il suo debutto operistico allo Staatstheater Nürnberg come Ännchen ne Il franco cacciatore (Der Freischütz) che le ha portato a un ingaggio con la Deutsche Oper am Rhein, dove ha cantato principalmente in opere di Mozart e Strauss. Il 6 settembre 2007 Petersen ha cantato nel ruolo di Afrodite nella prima mondiale di Phaedra di Hans Werner Henze all'Opera di Stato di Berlino. Un'altra prima mondiale è avvenuta nel maggio 2008, quando ha cantato nel ruolo di Marta ne La Grande Magia di Manfred Trojahn alla Semperoper di Dresda. Petersen è apparsa anche sui palcoscenici di Vienna, Salisburgo, Monaco, Londra, Parigi, Ginevra e Monte Carlo ed è nota anche per la sua interpretazione dell'impegnativo ruolo principale nella Lulu di Alban Berg in dieci produzioni in tutto il mondo.
Oltre ai suoi ruoli operistici, Petersen è nota per le sue interpretazioni in opere di Johann Sebastian Bach con i direttori Ton Koopman e Helmuth Rilling e per i suoi recital di lied con il pianista Jendrik Springer. Ha cantato il ruolo principale nella prima dell'opera Medea di Aribert Reimann all'Opera di Stato di Vienna nel 2010.
Nel marzo 2010 Petersen ha interpretato il ruolo di Ofelia nell'Amleto di Ambroise Thomas al Metropolitan Opera di New York. Ha trascorso meno di quattro giorni a prepararsi per il ruolo, che, ha osservato un recensore, "a giudicare dal suo canto bello ed emotivamente vulnerabile, chiaramente le piace".
Nel marzo 2021 ha debuttato nella nuova produzione di Il cavaliere della rosa (Der Rosenkavalier) di Bari Kosky all'Opera di Stato bavarese, debuttando nel ruolo di Marschallin.
Dal 2009 vive ad Atene.

## Discografia
- Dimensions – Otherworld, Marlis Petersen (soprano), Camillo Radicke (pianoforte). Composizioni di Johannes Brahms, Carl Loewe, Max Reger ecc. Etichetta: Solo Musica.
- Dimensions – World, Marlis Petersen (soprano), Stephan Matthias Lademann (pianoforte). Composizioni di Franz Schubert, Clara e Robert Schumann, Johannes Brahms, Richard Wagner, Sigurd von Koch e Hans Sommer. Etichetta: Solo Musica.
- Handel: Der Messias (Messia), Marlis Petersen, Margot Oitzinger, Markus Schäfer, Marek Rzepka, Hanoverian Court Orchestra (su strumenti d'epoca), Maulbronn Chamber Choir; Jürgen Budday, direttore d'orchestra. (registrazione del concerto del 2006, cantata in tedesco). Etichetta: Maulbronn Monastery Edition.
- Mozart: Il re pastore, Annette Dasch, Kresimir Spicer, Marlis Petersen, Arpiné Rahdjian, Andreas Karasiak; Balthasar-Neumann-Ensemble; Thomas Hengelbrock, direttore d'orchestra. Etichetta: Deutsche Grammophon (DVD).
- Haydn: Die Jahreszeiten, Marlis Petersen, Werner Güra, Dietrich Henschel; RIAS Kammerchor, Orchestra barocca di Friburgo; René Jacobs, direttore d'orchestra. Etichetta: Harmonia Mundi.
- Bach: Cantatas Vol 19, Marlis Petersen, Klaus Mertens, Sandrine Piau, Bogna Bartosz, Johannette Zomer, Christoph Prégardien, James Gilchrist, Sibylla Rubens, Paul Agnew, Caroline Stam, Michael Chance; Orchestra e Coro Barocco di Amsterdam; Ton Koopman, direttore d'orchestra. Etichetta: Challenge. Marlis Petersen canta la cantata solista BWV 51 Jauchzet Gott in allen Landen con tromba obbligata.
- Bach: Messa in Si minore, Stella Doufexis, Marlis Petersen, Anke Vondung, Franz-Joseph Selig, Lothar Odinius, Christian Gerhaher; Bach-Collegium Stoccarda, Gächinger Kantorei; Helmuth Rilling, direttore d'orchestra. Etichetta: Hänssler Classic.
- Haydn: Orlando Paladino, Marlis Petersen, Tom Randle, Pietro Spagnoli, Magnus Staveland, Sunhae Im, Aleksandrina Pendačanska, Victor Torres, Arttu Kataja; Orchestra barocca di Friburgo; René Jacobs, direttore d'orchestra. Registrato dal vivo alla Staatsoper Unter den Linden, Berlino, 8 maggio 2009. Etichetta: EuroArts (DVD).
- Widmann: Arche, Marlis Petersen, Thomas E. Bauer, Iveta Apkalna, Kent Nagano, Philharmonisches Staatsorchester Hamburg. Etichetta: ECM.